# Marie-Jeanne Schellinck
Marie-Jeanne Schellinck, född den 25 juli 1757 i Gent, död den 1 september 1840 vid Ménin, var en fransk militär. Hon sägs ha blivit tilldelad hederslegionen som första kvinna.   
Schellinck tjänstgjorde från 15 april 1792 i den belgiska bataljonen inom den franska armén. Hon befordrades till korpral 15 juni 1792 och sergeant 7 december 1793: var krigsfånge i Österrike 3 mars 1797 - 11 juni 1798 och slutligen fänrik 9 januari 1806. Hon deltog i Napoleons armé under striderna vid Jemappes, Arcola, Marengo, Austerlitz, Jena och i Polen. Den 20 juni 1808, efter sjutton års tjänst och tolv kampanjer tilldelades hon hederslegionen och en pension på 700 francs av Napoleon. 
Marie-Jeanne Schellincks militärkarriär var något mycket ovanligt för hennes kön under denna tid. Hon var den första kvinna som tilldelades hederslegionen, men huruvida hon är bekräftad som mottagare av hederslegionen har länge varit föremål för debatt.